# Dalkarö
Dalkarö är en ö i Finland. Den ligger i kommunen Raseborg i den ekonomiska regionen  Raseborg och landskapet Nyland, i den södra delen av landet, 80 km väster om huvudstaden Helsingfors.